# Motor Lublin (piłka nożna) w sezonie 1976/1977
Sezon 1976/1977 był dla Motoru Lublin 9. sezonem na drugim szczeblu ligowym. W trzydziestu rozegranych spotkaniach, Motor zdobył 37 punktów i zajął 4. miejsce w tabeli. Trenerem zespołu był Witold Sokołowski.

## Przebieg sezonu
W przerwie letniej do drużyny dołączyli między innymi Bolesław Mącik z Lublinianki oraz Andrzej Pop ze Stali Kraśnik. Sezon Motor rozpoczął od pucharowej porażki z A-klasowym Czuwajem Przemyśl. Rozgrywki ligowe wznowiono 15 sierpnia meczem ze Stoczniowcem Gdańsk. Z uwagi na to, iż do gry nie potwierdzono Jerzego Pulikowskiego, który ostatecznie odszedł do Gwardii Warszawa, w pierwszym składzie zadebiutował osiemnastoletni Leszek Czarnecki, który zdobył dwie bramki. Z drużyny rezerw dołączył również osiemnastoletni Waldemar Fiuta, który także wystąpił w wyjściowej jedenastce. Z Motoru odeszli między innymi Jerzy Mrowiec (do Chorzowianki) i Jan Lisiewicz (do Avii Świdnik) Po ośmiu kolejkach Motor zajmował pozycję lidera, którą stracił po porażce na własnym stadionie z Concordią Piotrków Trybunalski. Ostatecznie rundę jesienną Motor zakończył na trzecim miejscu, mając tyle samo punktów co pierwsze Zagłębie Wałbrzych, drugi Zawisza Bydgoszcz oraz czwarty Stoczniowiec Gdańsk. 
Do treningów piłkarze Motoru powrócili 4 stycznia, a na początku lutego wyjechali na dwutygodniowe zgrupowanie do Wałcza. W drodze powrotnej zatrzymali się w Poznaniu, gdzie rozegrali mecz kontrolny z Wartą (2:1). 21 lutego rozpoczęli zgrupowanie w Kamieniu koło Rybnika, gdzie sparowali z ROW-em Rybnik, BKS-em Bielsko, GKS-em Tychy, GKS-em Katowice i Piastem Gliwice. W rundzie wiosennej, ze względu na prace remontowe na stadionie przy al. Zygmuntowskich, Motor swoje mecze w roli gospodarza rozgrywał głównie na Wieniawie.
26 marca 1977 przed meczem z Olimpią Poznań miała miejsce ceremonia pożegnania dwóch piłkarzy Motoru, Jana Przybyły oraz Tadeusza Kamińskiego, którzy zakończyli piłkarskie kariery. Ze względu na zły stan murawy na stadionie Lublinianki, zarząd Motoru zdecydował, iż 4 czerwca 1977 mecz Motor – Polonia Bydgoszcz odbędzie się na obiekcie Stali Kraśnik. . Lubelski zespół szansę na awans do I ligi stracił po meczu przedostatniej kolejki, remisując w Gdyni z tamtejszym Bałtykiem. Ostatni mecz sezonu 1976/1977 Motor jako gospodarz rozegrał na stadionie Avii Świdnik. Ostatecznie Motor uplasował się na czwartym miejscu ze stratą czterech punktów do pierwszego w tabeli Zawiszy.

## Mecze ligowe w sezonie 1976/1977
| Data                 | Przeciwnik                     | D/W | Miejsce                         | Wynik M/P | Strzelcy                               | Widzów   | Źródło        |
| -------------------- | ------------------------------ | --- | ------------------------------- | --------- | -------------------------------------- | -------- | ------------- |
|                      |                                |     |                                 |           |                                        |          |               |
| RUNDA JESIENNA       |                                |     |                                 |           |                                        |          |               |
|                      |                                |     |                                 |           |                                        |          |               |
| 15 sierpnia 1976     | Stoczniowiec Gdańsk            | D   | Stadion przy al. Zygmuntowskich | 3:0       | Czarnecki 14', 47', Wiater 22'         | 3 tys.   | [ 3 ] [ 15 ]  |
| 22 sierpnia 1976     | Olimpia Poznań                 | W   | Stadion Olimpii                 | 3:2       | Czarnecki 8', Wiater 78', Dębiński 90' | 1 tys.   | [ 16 ] [ 17 ] |
| 28 sierpnia 1976     | RKS Ursus                      | D   | Stadion przy al. Zygmuntowskich | 1:0       | Czarnecki 31'                          | 6,5 tys. | [ 18 ] [ 19 ] |
| 4 września 1976      | Gwardia Koszalin               | W   | Koszalin                        | 0:0       |                                        | 5 tys.   | [ 20 ] [ 21 ] |
| 11 września 1976     | Zawisza Bydgoszcz              | D   | Stadion przy al. Zygmuntowskich | 1:0       | Mącik 3'                               | 10 tys.  | [ 22 ] [ 23 ] |
| 18 września 1976     | Avia Świdnik                   | W   | Świdnik                         | 0:0       |                                        | 5 tys.   | [ 24 ] [ 25 ] |
| 25 września 1976     | Jagiellonia Białystok          | D   | Stadion przy al. Zygmuntowskich | 1:0       | Szych 66' (k)                          | 6,5 tys. | [ 26 ] [ 27 ] |
| 3 października 1976  | Lechia Gdańsk                  | W   | Stadion Lechii                  | 0:0       |                                        | 20 tys.  | [ 28 ] [ 29 ] |
| 9 października 1976  | Concordia Piotrków Trybunalski | D   | Stadion przy al. Zygmuntowskich | 0:2       |                                        | 8 tys.   | [ 5 ] [ 30 ]  |
| 17 października 1976 | Arkonia Szczecin               | W   | Szczecin                        | 0:3       |                                        | 1,2 tys. | [ 31 ] [ 32 ] |
| 23 października 1976 | Olimpia Elbląg                 | D   | Stadion przy al. Zygmuntowskich | 1:1       | Przybyła 61'                           | 4 tys.   | [ 33 ] [ 34 ] |
| 7 listopada 1976     | Polonia Bydgoszcz              | W   | Stadion Polonii                 | 2:0       | Czarnecki 79', Przybyła 86'            | 5 tys.   | [ 35 ] [ 36 ] |
| 14 listopada 1976    | Gwardia Warszawa               | D   | Stadion Lublinianki             | 0:1       |                                        | 3 tys.   | [ 37 ] [ 38 ] |
| 21 listopada 1976    | Bałtyk Gdynia                  | D   | Stadion przy al. Zygmuntowskich | 2:0       | Przybyła 49', Wiater 58'               | 3 tys.   | [ 39 ] [ 40 ] |
| 28 listopada 1976    | Zagłębie Wałbrzych             | W   | Wałbrzych                       | 3:3       | Szych 15', Przybyła 42', 75'           | 5 tys.   | [ 6 ] [ 41 ]  |
|                      |                                |     |                                 |           |                                        |          |               |
| RUNDA WIOSENNA       |                                |     |                                 |           |                                        |          |               |
|                      |                                |     |                                 |           |                                        |          |               |
| 20 marca 1977        | Stoczniowiec Gdańsk            | W   | Gdańsk                          | 0:0       |                                        | 10 tys.  | [ 42 ] [ 43 ] |
| 26 marca 1977        | Olimpia Poznań                 | D   | Stadion Lublinianki             | 0:0       |                                        | 6 tys.   | [ 10 ] [ 44 ] |
| 2 kwietnia 1977      | Ursus Warszawa                 | W   | Stadion Ursusa                  | 3:1       | Przybyła 17', Wiater 43', 87'          | 2 tys.   | [ 45 ] [ 46 ] |
| 9 kwietnia 1977      | Gwardia Koszalin               | D   | Stadion Lublinianki             | 2:0       | Leszczyński 1', Przybyła 39'           | 3 tys.   | [ 47 ] [ 48 ] |
| 16 kwietnia 1977     | Zawisza Bydgoszcz              | W   | Stadion Zawiszy                 | 0:2       |                                        | 20 tys.  | [ 49 ] [ 50 ] |
| 23 kwietnia 1977     | Avia Świdnik                   | D   | Stadion Lublinianki             | 0:0       |                                        | 5 tys.   | [ 51 ] [ 52 ] |
| 30 kwietnia 1977     | Jagiellonia Białystok          | W   | Stadion Jagiellonii             | 0:1       |                                        | 10 tys.  | [ 53 ] [ 54 ] |
| 8 maja 1977          | Lechia Gdańsk                  | D   | Stadion Lublinianki             | 1:0       | Ochodek 43'                            | 1,5 tys. | [ 55 ] [ 56 ] |
| 15 maja 1977         | Concordia Piotrków Trybunalski | W   | Piotrków Trybunalski            | 1:0       | Leszczyński 27'                        | 2,5 tys. | [ 57 ] [ 58 ] |
| 21 maja 1977         | Arkonia Szczecin               | D   | Stadion Lublinianki             | 1:0       | Pop 87' (k)                            | 2 tys.   | [ 59 ] [ 60 ] |
| 29 maja 1977         | Olimpia Elbląg                 | W   | Stadion Olimpii                 | 2:1       | Przybyła 12', Dębiński 15'             | 3 tys.   | [ 61 ] [ 62 ] |
| 4 czerwca 1977       | Polonia Bydgoszcz              | D   | Kraśnik                         | 2:2       | Ochodek 16', Pop 55' (k)               | 3,5 tys. | [ 63 ] [ 64 ] |
| 9 czerwca 1977       | Gwardia Warszawa               | W   | Warszawa                        | 1:1       | Pop 57'                                | 1,5 tys. | [ 65 ] [ 66 ] |
| 12 czerwca 1977      | Bałtyk Gdynia                  | W   | Gdynia                          | 1:1       | Przybyła 3'                            | 12 tys.  | [ 12 ] [ 67 ] |
| 19 czerwca 1977      | Zagłębie Wałbrzych             | D   | Świdnik                         | 0:1       |                                        | 800      | [ 14 ] [ 68 ] |

### Tabela II ligi grupy północnej
| Poz | Klub                           | M  | Pkt | Bz | Bs |
| --- | ------------------------------ | -- | --- | -- | -- |
| 1.  | Zawisza Bydgoszcz              | 30 | 41  | 38 | 16 |
| 2.  | Zagłębie Wałbrzych             | 30 | 41  | 58 | 26 |
| 3.  | Stoczniowiec Gdańsk            | 30 | 38  | 30 | 17 |
| 4.  | Motor Lublin                   | 30 | 37  | 31 | 22 |
| 5.  | Lechia Gdańsk                  | 30 | 35  | 31 | 22 |
| 6.  | Bałtyk Gdynia                  | 30 | 31  | 39 | 32 |
| 7.  | Avia Świdnik                   | 30 | 31  | 22 | 24 |
| 8.  | Olimpia Poznań                 | 30 | 31  | 31 | 34 |
| 9.  | Gwardia Warszawa               | 30 | 30  | 19 | 19 |
| 10. | Jagiellonia Białystok          | 30 | 29  | 27 | 34 |
| 11. | Gwardia Koszalin               | 30 | 28  | 30 | 33 |
| 12. | Arkonia Szczecin               | 30 | 26  | 39 | 51 |
| 13. | Ursus Warszawa                 | 30 | 24  | 29 | 32 |
| 14. | Olimpia Elbląg                 | 30 | 22  | 29 | 47 |
| 15. | Polonia Bydgoszcz              | 30 | 19  | 18 | 44 |
| 16. | Concordia Piotrków Trybunalski | 30 | 17  | 24 | 47 |

## Kadra
| Zawodnik               | Data ur.   | Występy        | Bramki         |                |                | Występy        | Bramki         |                |                | Występy   | Bramki    |           |           |
| Zawodnik               | Data ur.   | RUNDA JESIENNA | RUNDA JESIENNA | RUNDA JESIENNA | RUNDA JESIENNA | RUNDA WIOSENNA | RUNDA WIOSENNA | RUNDA WIOSENNA | RUNDA WIOSENNA | SEZON     | SEZON     |           |           |
| Bramkarze              | Bramkarze  | Bramkarze      | Bramkarze      | Bramkarze      | Bramkarze      | Bramkarze      | Bramkarze      | Bramkarze      | Bramkarze      | Bramkarze | Bramkarze | Bramkarze | Bramkarze |
| ---------------------- | ---------- | -------------- | -------------- | -------------- | -------------- | -------------- | -------------- | -------------- | -------------- | --------- | --------- | --------- | --------- |
| Leszek Dziełakowski    | 29.02.1948 | 6              |                |                |                | 11             |                |                |                | 17        |           |           |           |
| Adam Suszek            | ??.??.1946 | 9              |                |                |                | 4              |                |                |                | 13        |           |           |           |
| Obrońcy                |            |                |                |                |                |                |                |                |                |           |           |           |           |
| Krzysztof Abramek      | ??.??.1955 | 1              |                |                |                | 11 (2)         |                |                |                | 12 (2)    |           |           |           |
| Andrzej Buberow        | ??.??.1953 | 2              |                |                |                | 10 (1)         |                |                |                | 12 (1)    |           |           |           |
| Waldemar Fiuta         | 10.04.1958 | 3 (2)          |                |                |                |                |                |                |                | 3 (2)     |           |           |           |
| Henryk Holewa          | 28.09.1965 | 10 (1)         |                |                |                | 13             |                | 2              |                | 23 (1)    |           |           |           |
| Wojciech Laskowski     | ??.??.1949 | 15             |                |                |                | 15             |                |                |                | 30        |           |           |           |
| Ryszard Szych          | ??.??.1948 | 15             | 2              |                |                | 15             |                |                |                | 30        | 2         |           |           |
| Tadeusz Kamiński       | ??.??.1946 | 10 (1)         |                |                |                |                |                |                |                | 10 (1)    |           |           |           |
| Pomocnicy i napastnicy |            |                |                |                |                |                |                |                |                |           |           |           |           |
| Leszek Czarnecki       | ??.??.1958 | 13             | 5              |                |                | 3 (5)          |                |                |                | 16 (5)    | 5         |           |           |
| Roman Dębiński         | 21.05.1956 | 13             | 1              | 1              |                | 11 (3)         | 1              |                |                | 24 (3)    | 2         |           |           |
| Jacek Figiel           | ??.??.1958 |                |                |                |                | 0 (1)          |                |                |                | 0 (1)     |           |           |           |
| Stefan Krawczyk        | ??.??.1957 | 0 (1)          |                |                |                |                |                |                |                | 0 (1)     |           |           |           |
| Kwaśny                 | ??.??.???? | 1 (5)          |                |                |                |                |                |                |                | 1 (5)     |           |           |           |
| Marek Leszczyński      | ??.??.1958 |                |                |                |                | 8 (3)          | 2              | 1              |                | 8 (3)     | 2         |           |           |
| Bolesław Mącik         | 30.09.1952 | 15             | 1              |                |                | 8              |                |                |                | 23        | 1         |           |           |
| Jan Mrozik             | ??.??.1953 | 2 (3)          |                |                |                | 0 (4)          |                |                |                | 2 (7)     |           |           |           |
| Nowak                  | ??.??.???? |                |                |                |                | 2              |                |                |                | 2         |           |           |           |
| Ryszard Ochodek        | 15.08.1955 | 15             |                |                |                | 15             | 2              |                |                | 30        | 2         |           |           |
| Andrzej Pop            | 10.10.1953 | 0 (1)          |                |                |                | 13 (1)         | 3              | 1              |                | 13 (2)    | 3         |           |           |
| Janusz Przybyła        | 19.06.1951 | 6              | 5              | 1              |                | 13 (1)         | 4              |                |                | 19 (1)    | 9         |           |           |
| Jan Przybyło           | 22.05.1947 | 0 (2)          |                |                |                |                |                |                |                | 0 (2)     |           |           |           |
| Waldemar Wiater        | 5.05.1954  | 15             | 3              |                |                | 8              | 2              |                |                | 23        | 5         |           |           |
| Zbigniew Wideński      | ??.??.1952 | 14             |                | 1              |                | 5 (5)          |                |                |                | 19 (5)    |           |           |           |

## Puchar Polski na szczeblu centralnym
| Data            | Runda | Przeciwnik      | D/W | Miejsce  | Wynik M/P | Strzelcy | Źródło |
| --------------- | ----- | --------------- | --- | -------- | --------- | -------- | ------ |
| 7 sierpnia 1976 | I     | Czuwaj Przemyśl | W   | Przemyśl | 0:2       |          | [ 69 ] |